# Svájc művészete

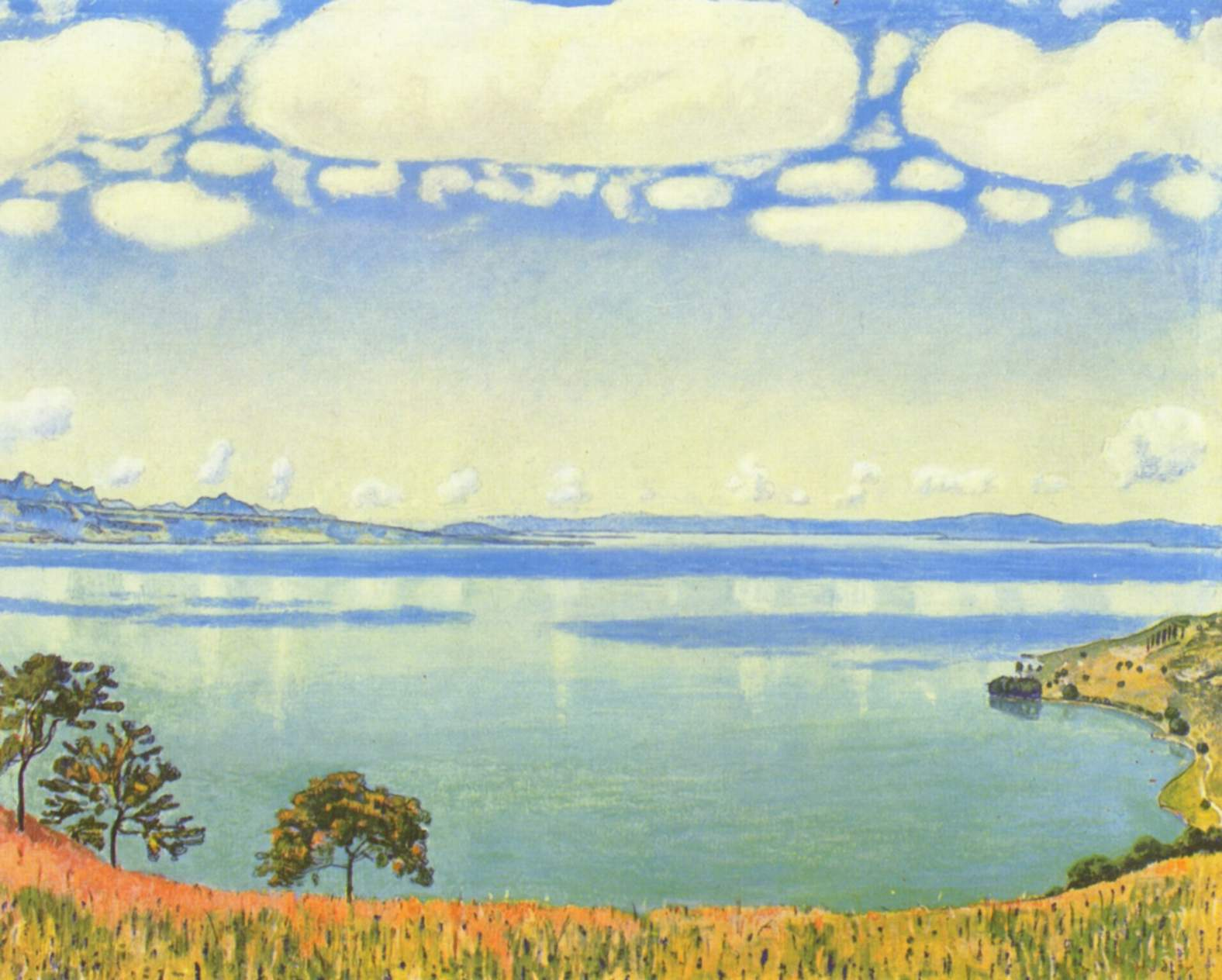
Ferdinand Hodler: A Genfi-tó Chexbres-nél

Svájc művészete alatt Svájc területének művészetét értjük a középkortól napjainkig. A terület ókori művészetét lásd: kelta művészet, római provinciális művészet.

## Építészet

### Kora középkor

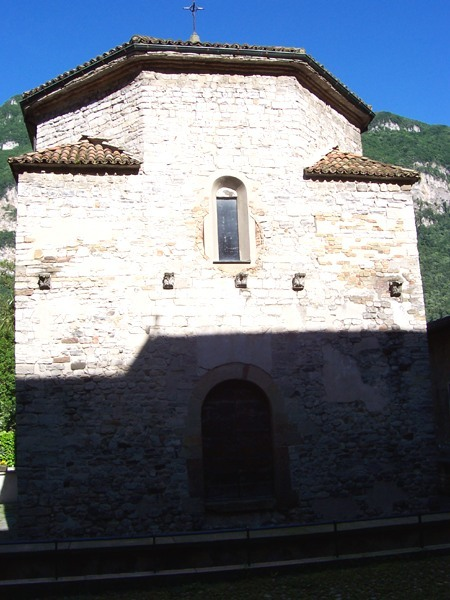
Riva San Vitale, keresztelőkápolna

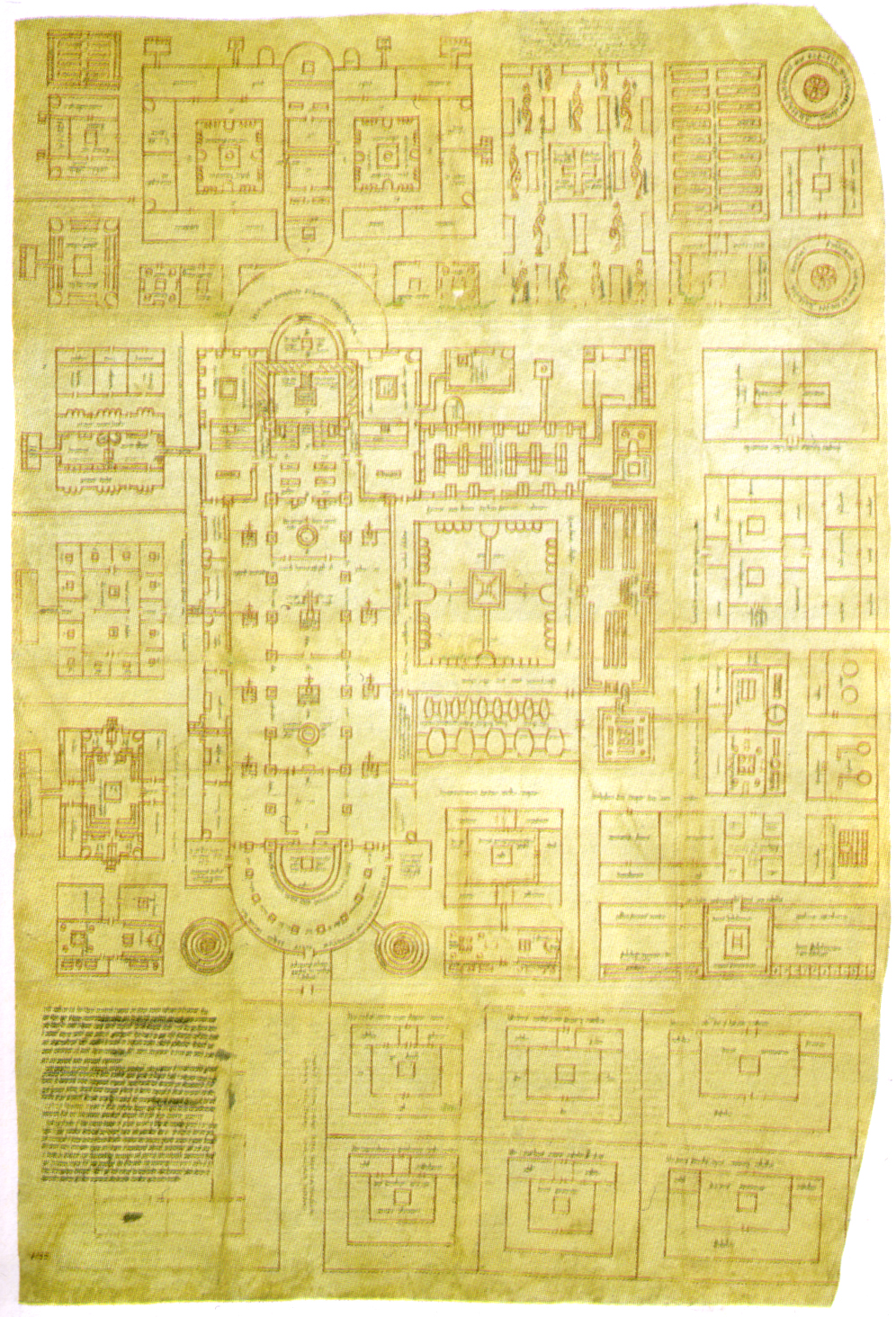
A Sankt Galleni ideálterv

Az ókeresztény és karoling kor közti időszak (4-10. sz.) legrégibb emléke a Riva San Vitale-i keresztelőkápolna az 5-6. századból. Ókeresztény templom maradványai vannak St Maurice-ban, ahol egy mártír sírja fölé a 4. században szentélyt emeltek, amit a következő századokban kibővítettek. A korszakban a püspöki székhelyeken is templommaradványokat tártak fel (Genf, August, Chur). Az 5. században Svájc nyugati részét a keresztény hitre tért burgundok foglalták el, itt épültek az első kolostorok, 515 körül a St Maurice-i, a 6. század közepén a romainmôtier-i. A mai német Svájc területét a pogány alemannok lakták, akiket 600 körül ír misszionáriusok igyekeztek megtéríteni. Szent Gál 612-ben monostort alapított, e köré épült később a róla elnevezett város (Sankt Gallen). Ezen a területen virágzott a Karolingok idején a monumentális építészet. Nagy Károly építtette a münsteri Szent János-konventet 780-786-ban, az épület maradványai (háromapszisos bazilika) bizánci orientációra utalnak. A Sankt Gallen-i kolostor könyvtárában maradt fenn egy 9. századi terv, mely az ideális kolostorépítészetet mutatja be. Hasonló dokumentumok maradtak fenn St Maurice-ban és zürichi katedrálisban.

### 10-15. század

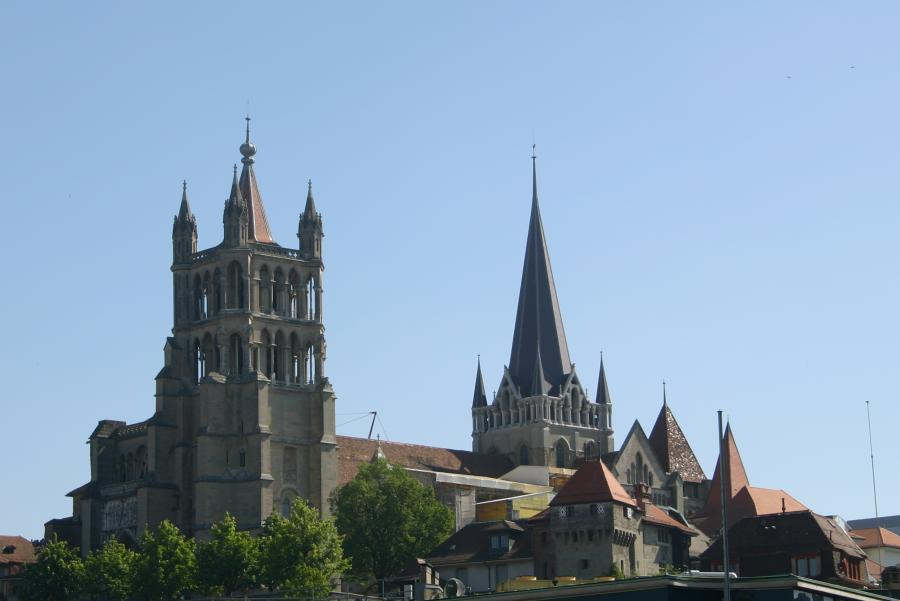
Lausanne, katedrális

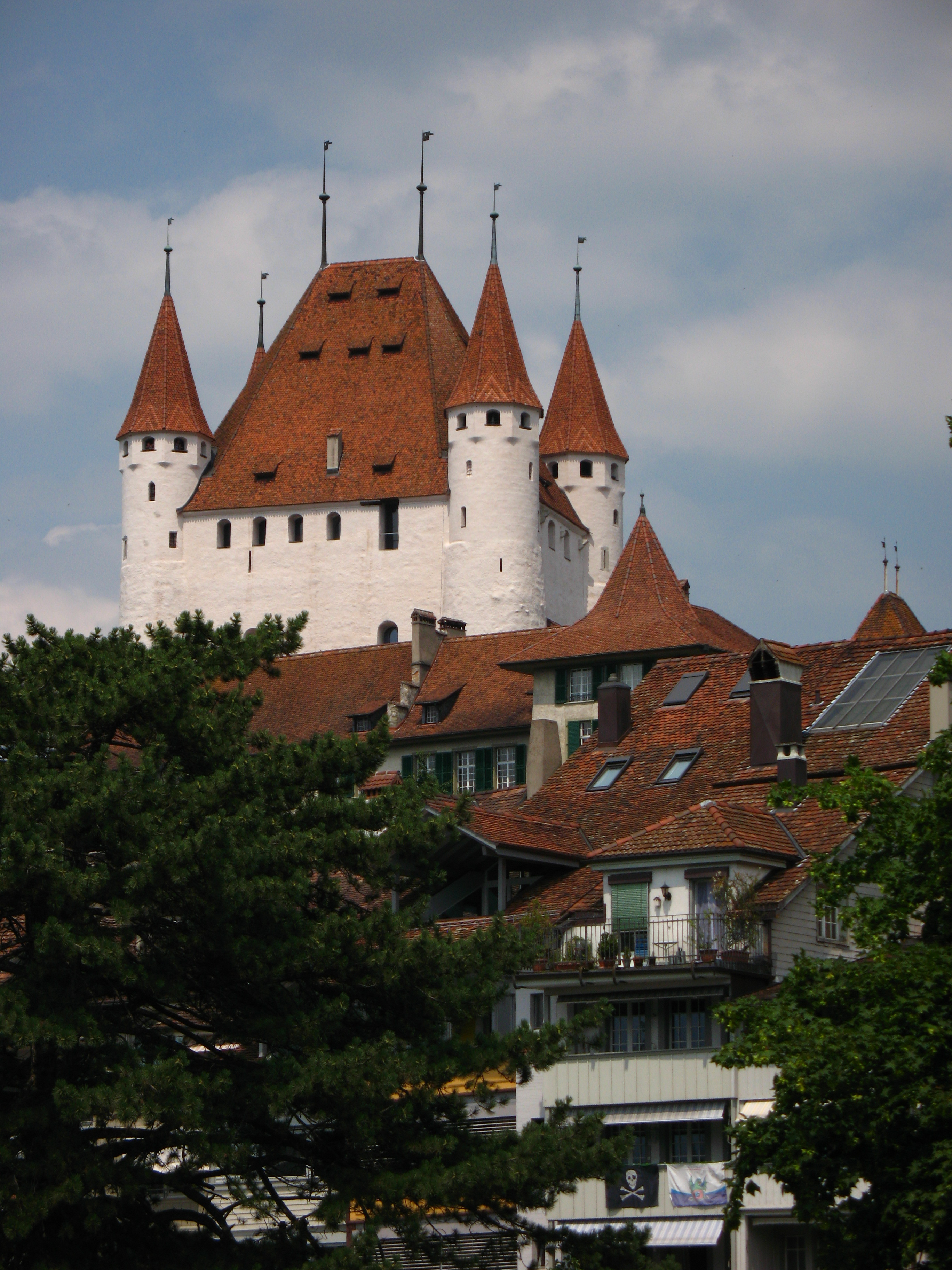
Thun, a vár lakótornya

A 10. században a lombardiai építészet hatása lett erőteljes, kereszthajó nélküli, pilléres bazilikák épültek (Amsoldingen, Spiez, Schönenwerd, Zurzach). Emellett hatott a clunyi építészet is (romainmôtier-i apátsági templom, payerne-i apátsági templom). A romanika jellegzetes építményei vörös kőből épültek (bázeli dóm, churi, zürichi, schaffhauseni templomok). A gótikus építészet kulcsemléke a lausanne-i katedrális (1170-től épült), mely ugyan a hagyományos burgundiai stílusban épült, de már a laoni kora gótika hatását mutatja, s ezért a burgundiai gótika első emlékeként méltatják. Szintén francia orientációra utal a sioni Notre Dame de la Velére és genfi székesegyház. A 14. század végén gótikus stílusban átépítették a bázeli dómot. Ebben a században már megjelentek Svájc területén is a koldulórendek, elterjesztve a monumentális, de igénytelennek kinéző, harangtorony és kereszthajó nélküli templomtípusokat (Bázel, Zürich, Bern, Luzern, Königsfelden). A késő gótika német hatás alatt állt (Bern: St Vincenz-katedrális, Zürich: Wasserkirche, Bázel: Szent Leonhard-templom). Az egyházi építészet mellett szép számmal maradtak fenn világi építmények: erődítmények és várak (Freiburg, Murten, Luzern, Schaffhausen, Bázel: Spalenthor, Thun: lakótorony, Lenzburg). A polgárság építőtevékenységének emlékei a berni és bázeli városházák.

### 16-18. század

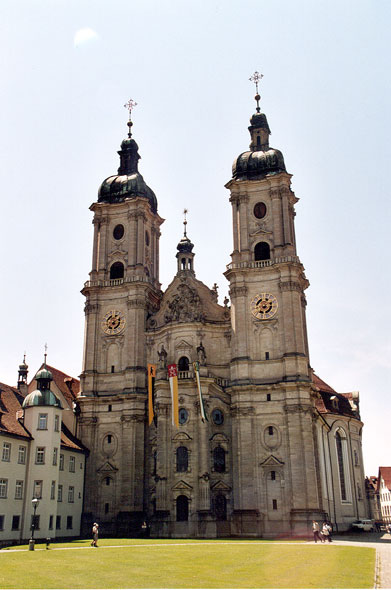
Sankt Gallen-i apátsági templom

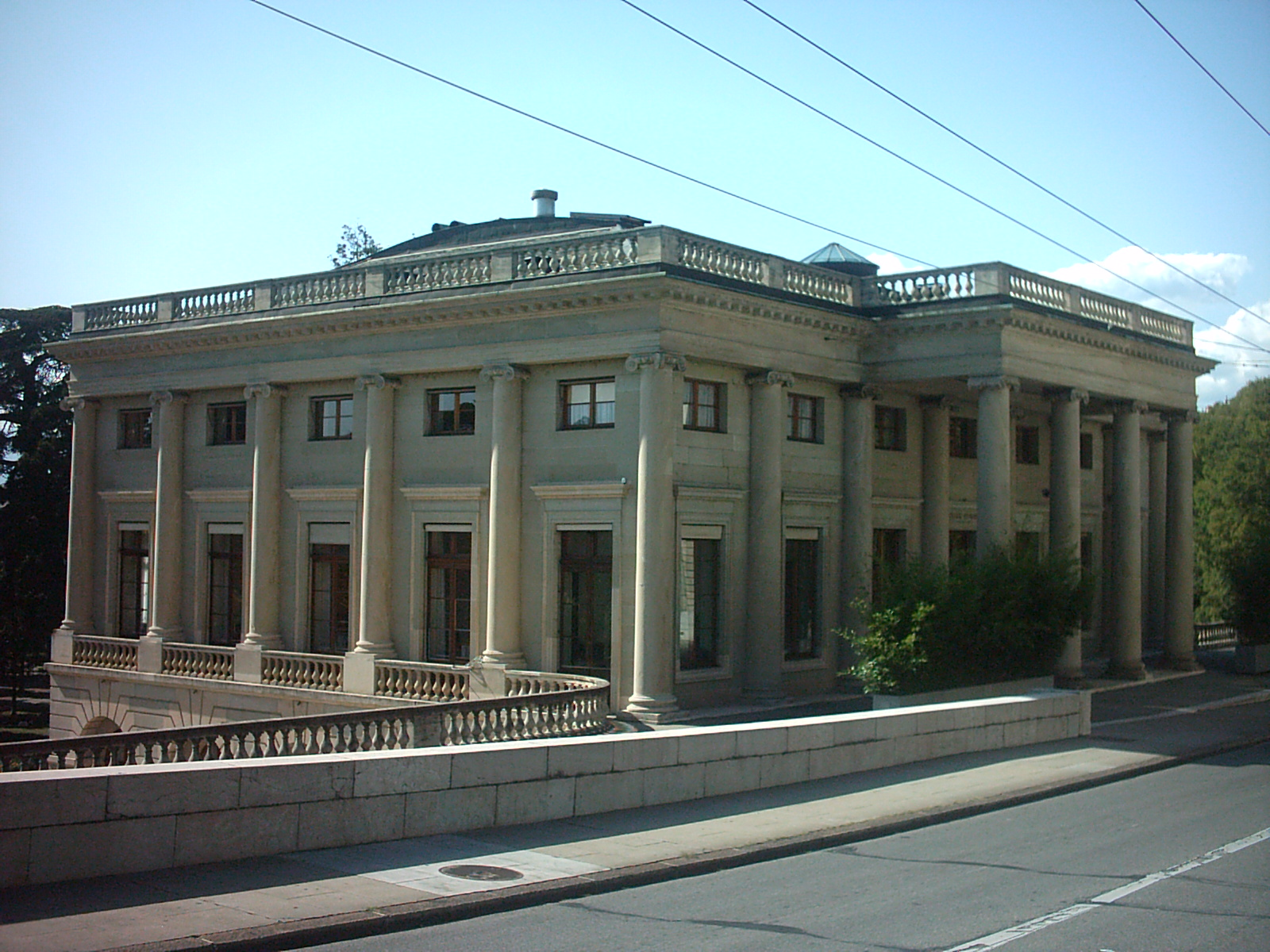
Az Eynard-palota

A 15. sz. vége – 16. sz. elején a polgárháborúk és a reformáció okozta társadalmi változások nem kedveztek a monumentális építészetnek. Előtérbe kerültek a polgárházak és városházák, melyeken a gótikus hagyomány sokáig tovább kimutatható. A reneszánsz stílus eleinte csak kapukon és ablakok díszítésén mutatkozott. Főbb emlékek: Beck–Leusche-ház Surseeben, a luzerni Ritterpalast és városháza, freiburgi régi tartományi székház, genfi városháza, bázeli Spiesshof, zürichi régi városháza. Az olasz reneszánsz közvetlen hatása Tessin tartományban érvényesült leginkább (luganói San Lorenzo homlokzata, locarnói San Lorenzo-templom, bellizonai székesegyház).
A barokk korában jezsuita templomok (Luzern, Solothurm) épültek, és a német orientáció volt legerősebb (einsiedelni és Sankt Gallen-i kolostortemplomok). Sarnen, Schwyz, Willisau tartományokban a Singer és Purtschert építészcsaládok működtek. A barokk stílusú egyházi építészet utolsó emlékének a solothurni Szent Ursus-székesegyház tekinthető, mert erősen klasszicizáló vonásokat mutat. Svájcban nem épültek barokk főúri kastélyok, annál jelentősebb a városi polgárság építészete, mely 18. századi együtteseivel máig meghatározza sok város városképét. A 18. század utolsó fontos emlékei a neuchâteli városháza és a genfi Eynard-palota.

### 19-20. század

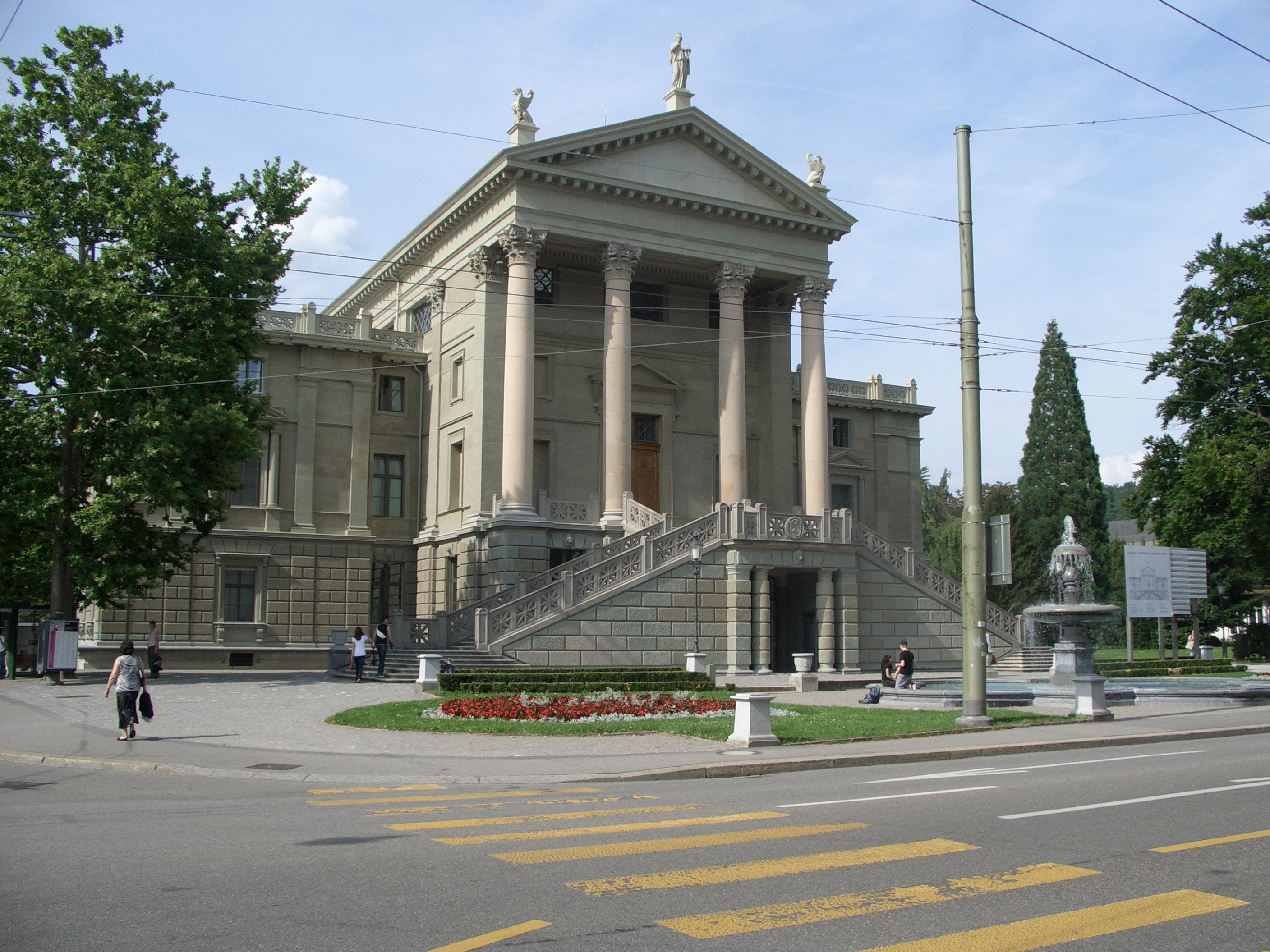
Semper: a winterthuri városháza

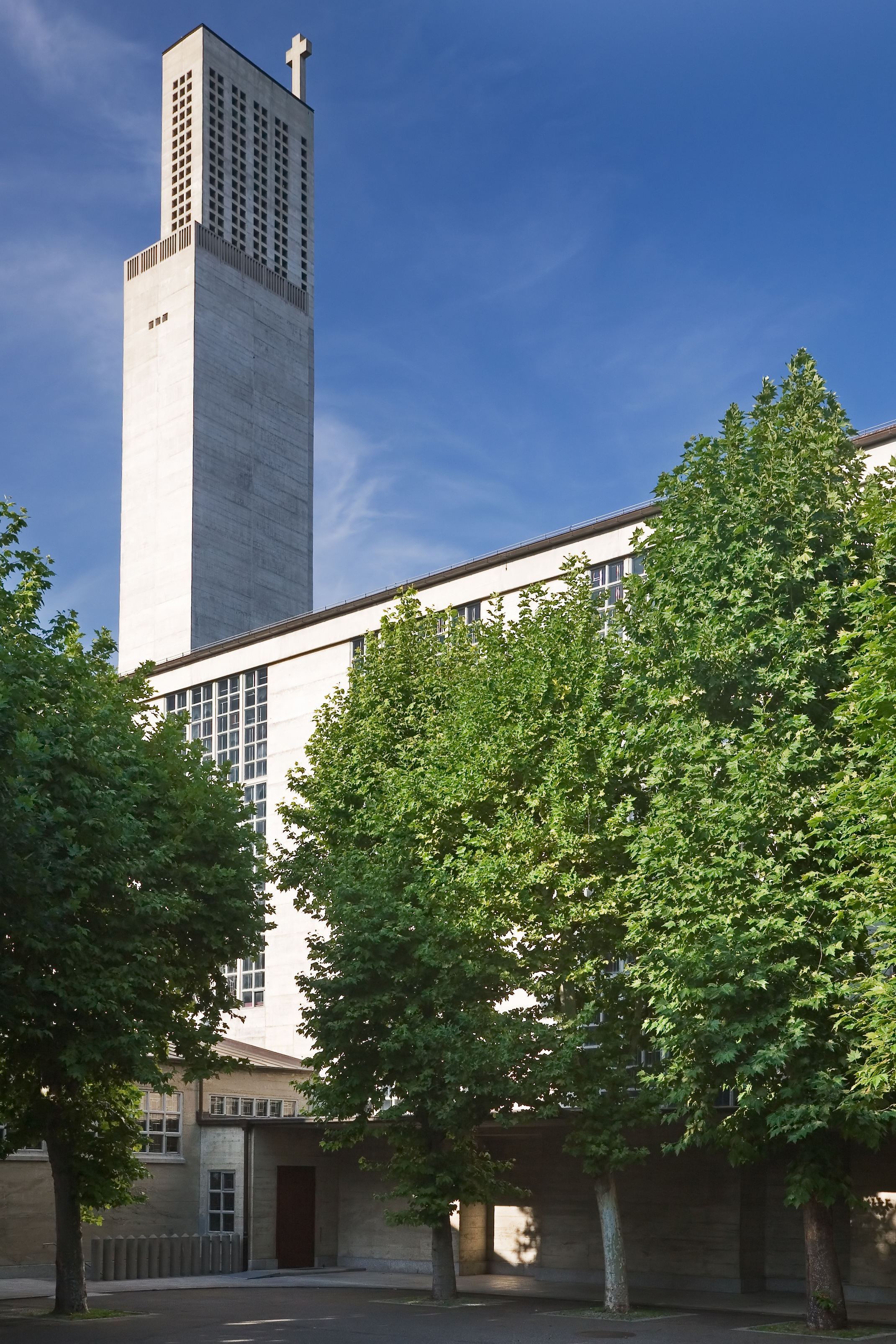
Bázel, Szent Antal-templom

A 19. század első felében a klasszicizmus uralkodott (M. Berri, 1804-1854). A historizáló törekvések a század közepén jelentkeztek, Gottfried Semper 1855-1871 között a zürichi műegyetemen tanított, emellett neoreneszánsz stílusú épületeket emelt Zürichben és Winterthurban. A neobarokk irányzat képviselője J. J. Stehlin, a neogótikusé F. Stadler volt.
A modern törekvések kezdete K. Moser nevéhez fűződik, aki vasbeton szerkezetet alkalmazott a bázeli Szent Anna-templom. A svájci építészet ezután a Bauhaus hatása alatt állt. Ez alól tört ki a Svájcban született, de Franciaországban élt Le Corbusier.

## Szobrászat

### 4-15. század

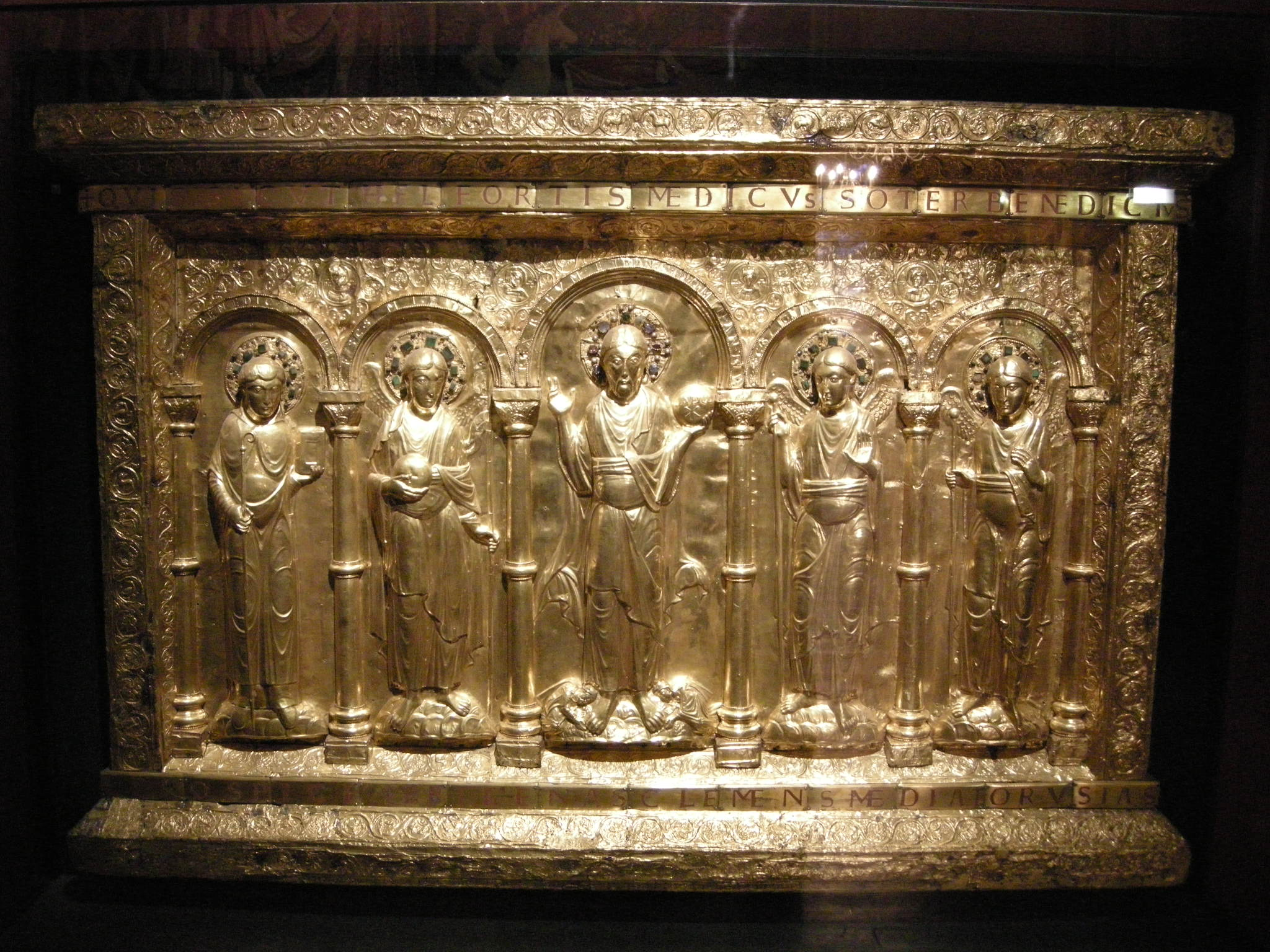
A bázeli antependium

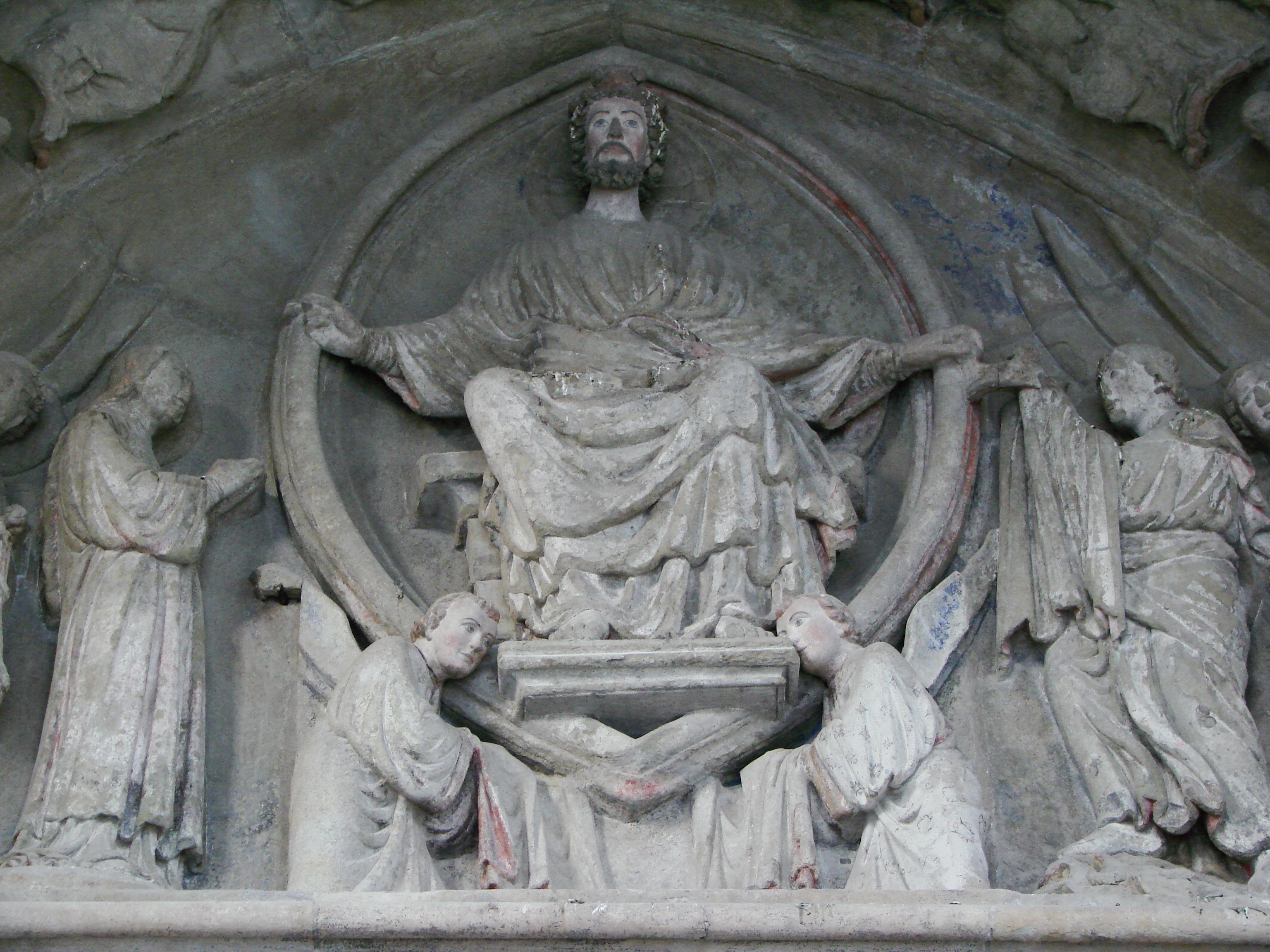
A lausanne-i katedrális kapurészlete

Svájc területén a legrégibb középkori emlékek a genfi oltárrelief és St Maurice-i Jó Pásztor-szobor (5. sz.; 4-6. sz.). Az emlékek szórványosak; a romanika legszebb emléke a bázeli dóm Szent Gallus-kapuja (1180-90); e dóm faragott oszlopfői különösen figyelemre méltók, ezeket reprodukálta Schulek Frigyes a Halászbástyán. Faragott fejezetek közül jelentősebbek még a zürichi, churi, payerni, neuchateli és genfi templomokéi. A 13. században keletkezett lausanne-i katedrális déli kapuja már a gótika ízlését mutatja. A 14-15. század rendkívül gazdag épületszobrászati alkotásokban (bázeli dóm homlokzata és síremlékei, neuenburgigrófok síremlékei, freiburgi, berni katedrálisok portáljai. Fontos emlékcsoportot képeznek a stallumok is.

### 16-20. század

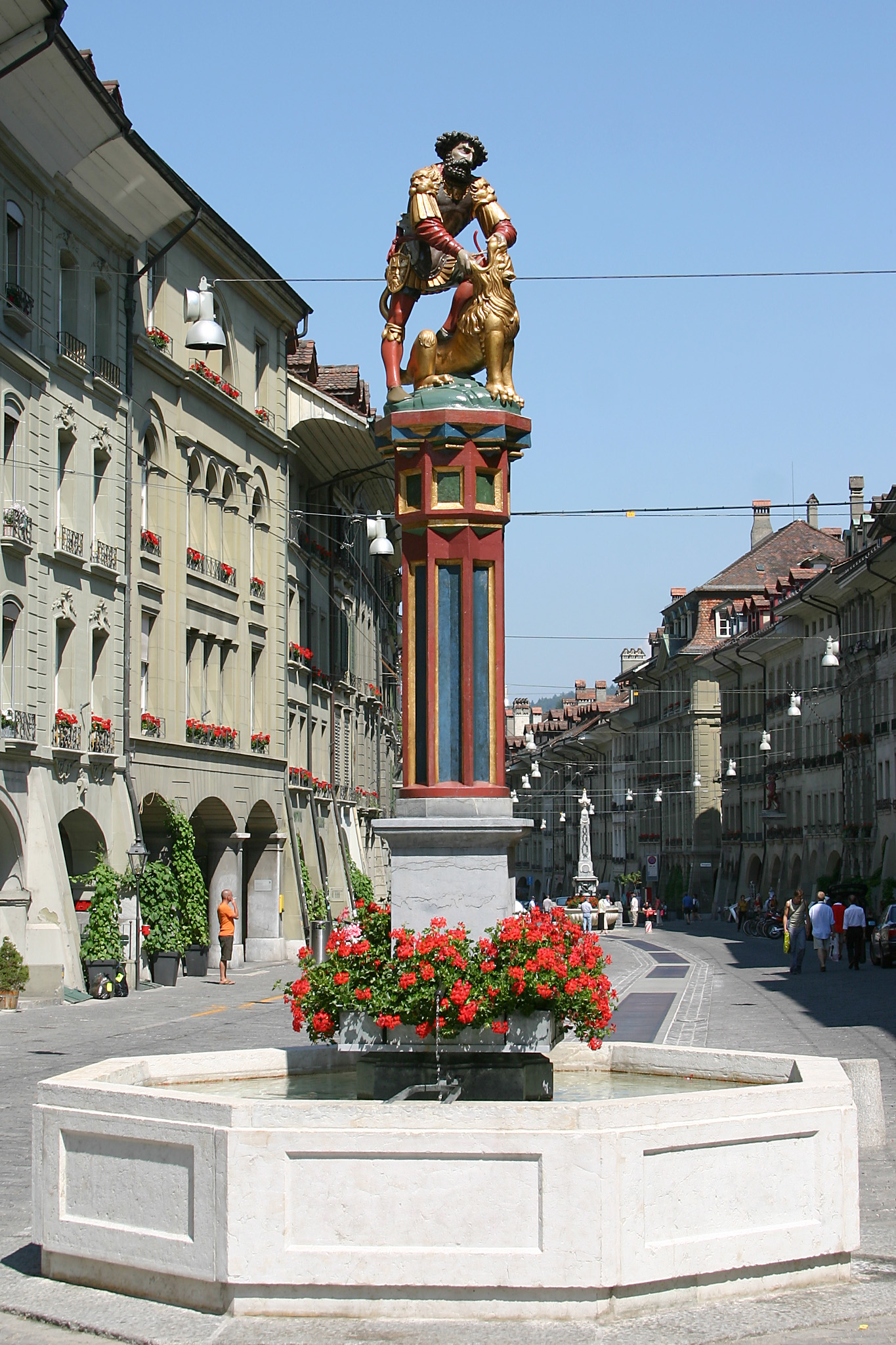
Bern, Sámson-kút

A 16. században olasz hatásra megjelent a reneszánsz, de inkább épületdíszítő szobrászatként, mint önálló kerekplasztikaként. Dekoratív a szobrászati dísze a luzerni Ritter-palotának, Riva San Vitale-i Santa Croce-templomnak, a bellinzonai San Pietro e Stefanano-templomnak, a luganói dómnak. A 16. század a figurális kútszobrászat virágkora volt (H. Geiler: berni Sámson-kút, freiburgi Szamaritánus-kút.
A 17-18. században a szobrászat feladata még mindig az épületdíszítés volt. A barokk stílus szinte kizárólag katolikus területen jelent meg, ahol a templomokat német területekről érkezett stukkószobrászok díszítették a templomokat. A stukkóműfaj jellegzetes emlékcsoportja a Sankt Galleni apátság stukkódísze. Jelentős volt a síremlékszobrászat is. Bern kantonban működött a német származású J. A. Nahl (1710-1787); a korszak szobrászai még F. Funk (1745-1787), A. Trippel (1744-1793), V. Sonnenschein (1749-1828), J. Jaquet ( 1765-1839). Genfben született, de Franciaországban működött a késői klasszicizmus képviselője, J. J. Pradier (1790/92-1852). A 19. század második felében a legújabb irányzatok érvényesültek, számottevő volt Rodin és Renoir hatása (C. Burckhardt).
Alberto Giacometti (1901-1966) a 20. század első felének egyik legjobb szobrásza volt. Zürichben működött a magyar származású Kemény Zoltán (1907-1965).

## Festészet

### Középkor

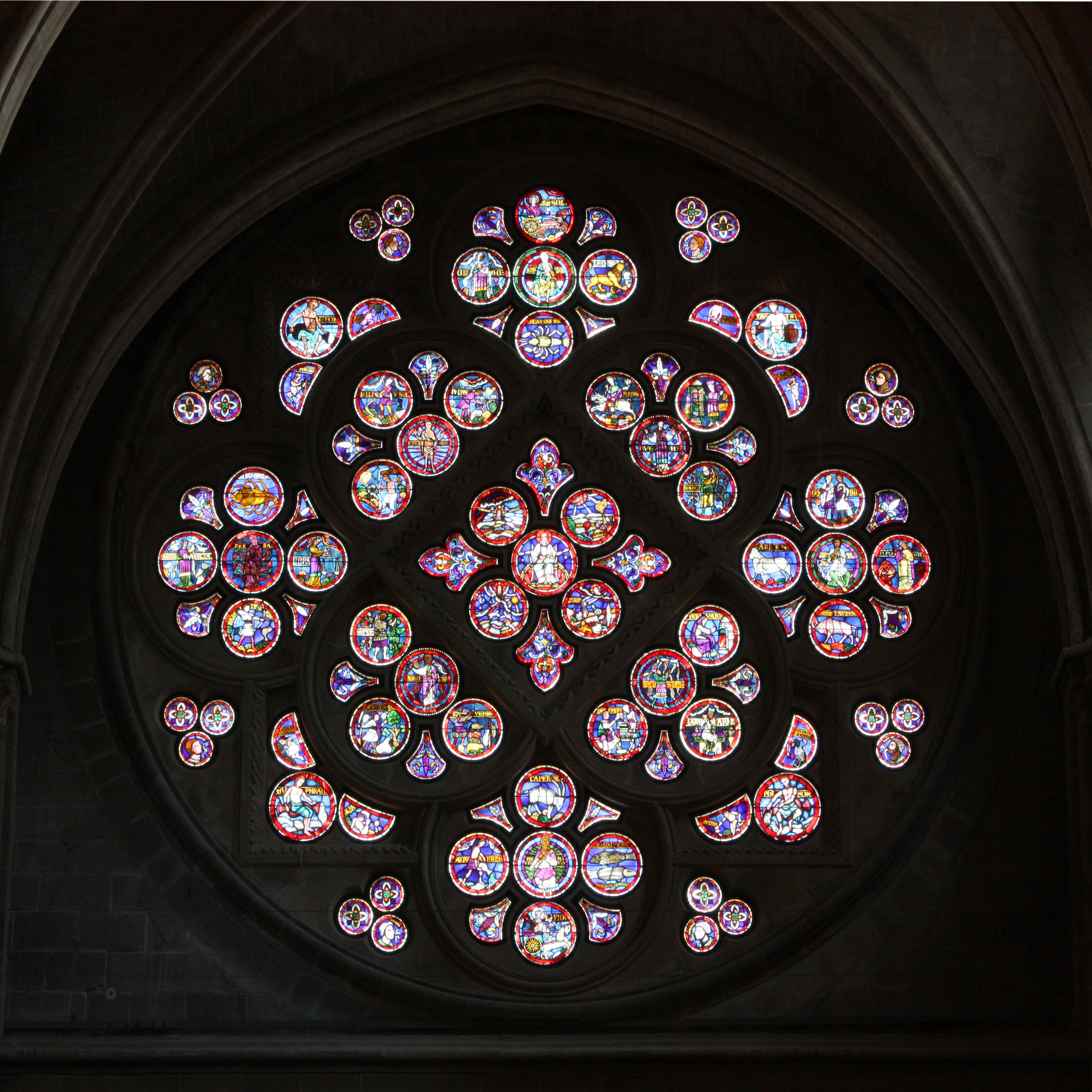
Katedrális üvegablaka, Lausanne

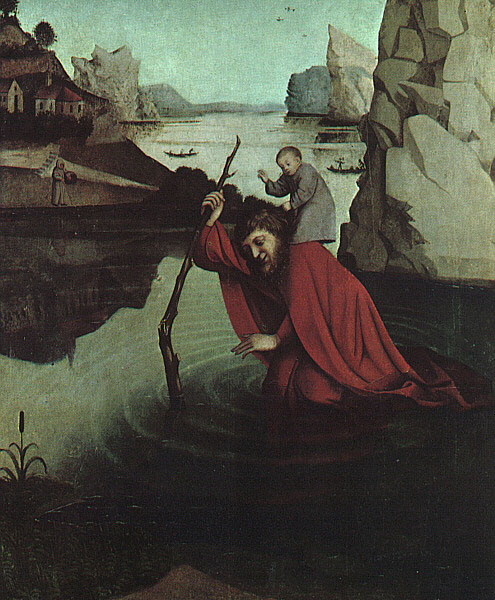
Konrad Witz: Szent Kristóf (Kunstmuseum Bázel)

A svájci festészet legrégibb emlékei a Sankt Galleni kódexek miniatúrái, ezeket ír szerzetesek hozták magukkal; ezek nyomán a kolostorokban igen jelentős miniátorműhelyek működtek. Kolostorból ismeretes az első svájci alkotónév: Tutilo barát (850-913). A karoling korból Münsterben látható freskótöredékek maradtak. Szintén csak töredékeket ismerünk a 11-12. századból, köztük legjelentősebb a zillisi templom mennyezetképe. 1150 körültől festett üvegablak is származik (Madonna). Az üvegablak-festészet számos emléke a lausanne-i katedrális rozettája (1250 k.), königsfeldeni és berni székesegyház üvegablakai (1330 és 1439-55 k.). A 15. században a festészet központja Konstanz egyházmegye volt (ahol a zsinatot is tartották), itt működött az első svájci festő, akinek életútját rekonstruálni lehet: Konrad Witz (1400 k. – 1446). Bázeli működéséből egy Szent Kristófot ábrázoló táblakép és az ún. bázeli oltár 13 táblája maradt fenn. Csodálatos halászat c. festményén jellegzetes svájci táj jelenik meg. Witz hatása gyakorlatilag az egész 15. században észlelhető, kortársak és utódok körében is.

### Reneszánsz, barokk

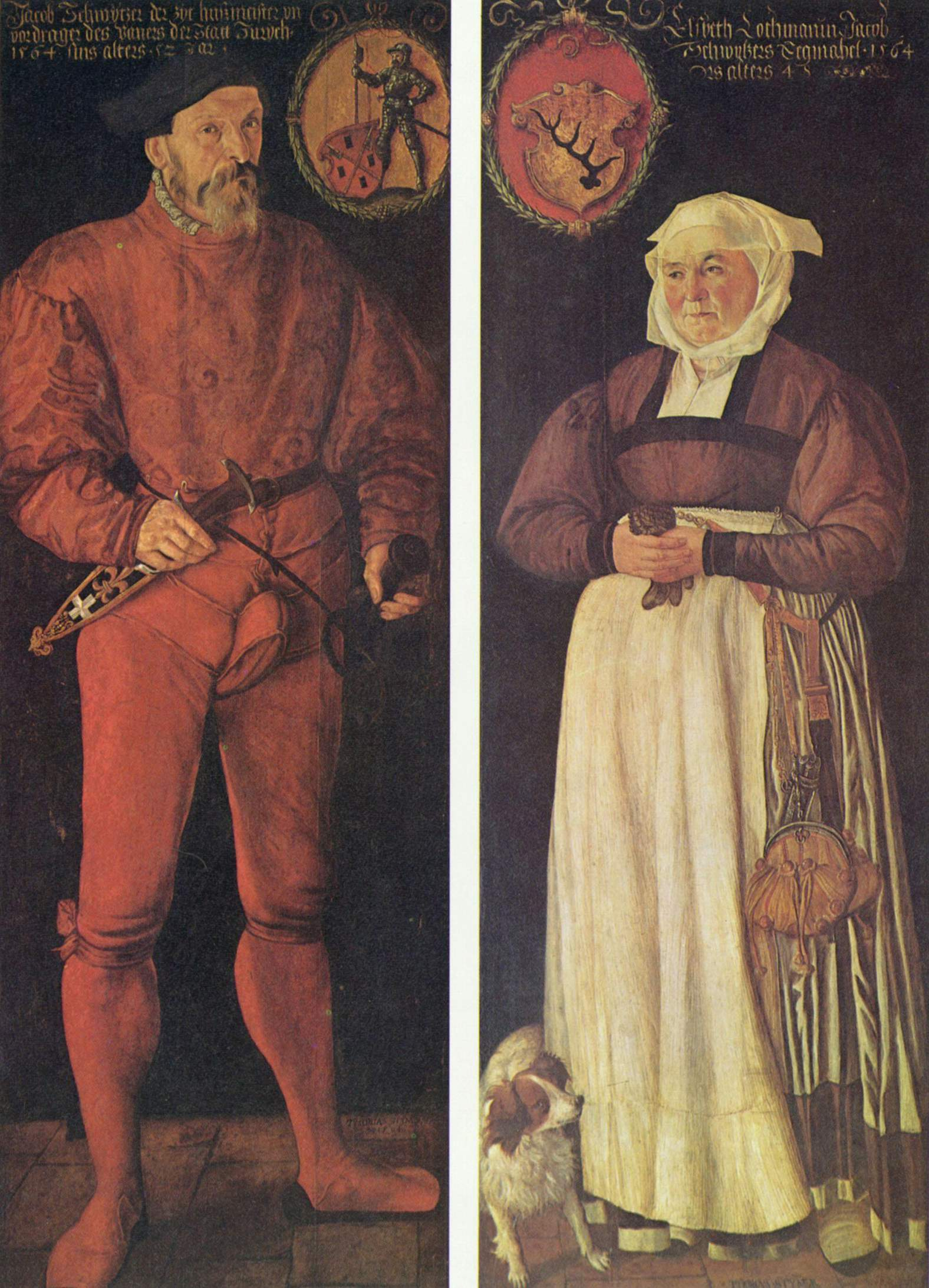
Stimmer: Jacob Schwytzer és Elsbeth Lochmann portréja (Kunstmuseum Bázel)

A 15-16. században Bernben és Zürichben alkottak az ún. Szegfűs mesterek. A freiburgi H. Fries alkotásain már reneszánsz hatások észlelhetők. A reneszánsz ízlést és stílust tulajdonkép lombardiai mesterek honosították meg, főképp Berdarnino Luini. Nem volt mentes a terület azonban ifj. Hans Holbein és Albrecht Dürer hatásától sem. Ezeket a hatásokat mutatja a berni N. M. Deutsch (1484 k. – 1530), a solothurni U. Graf (1485 k. – 1527/28) művészete. A manierizmus stíluskategóriáját szokták adni Tobias Stimmer (1539-1584) művészetére. A reformáció közegében született meg a sajátosan svájci műfaj, a polgárlakásokat díszítő üvegfestészet, mely egészen a 18. századig virágzott. A 17. században a templomokat német festők díszítették freskókkal, oltárképekkel. Tessin kantonban olasz iskolázottságú mesterek dolgoztak a 17-18. században (G. Serodine, G. A. Petrini, E. Hendemann, Johann Rudolf Huber).

### 18-19. század
A 18. század második felének mesterei közül J. É. Liotard (1702-1789) emelkedik ki; A. Graff (1736-1813) portréi jelentősek. Az angol művészettörténet tartja számon J. H. Füssli (1741-1825) preromantikus-vizionárius művészetét. Szintén külföldön működött Angelika Kauffmann (1741-1807). A 19. század elején hirtelen növekedett az idegenforgalom, az utazók igényt támasztottak tájképekre, népies zsánerképekre. Ennek a főképp kereskedelmi célú festészetnek Bernben volt központja. Fellendült a művészeti élet, akadémiákat alapítottak. Eleinte tovább élt a népies-romantikus irányzat (A. Töpfer, L. Agasse, L. Robert, A. Calame). A század második felében a németes iskolázottságú Arnold Böcklin korának szinte minden törekvését felhasználva alakította ki egyéni stílusát. Ezt a szimbolista irányzatot képviselte a századforduló Giovanni Segantini és Ferdinand Hodler. A 20. század elején az új irányzatok hamar befogadóra találtak Svájcban, kiemelkedik Paul Klee művészete. A plakátművészet és grafika színvonalat igen magas színvonalú.

## Iparművészet
A legkorábbi középkori emlékek sírokban talált, ornamentális díszű csatok és fémlemezek, valamint templomi ereklyetartó szekrények (St Maurice, Beromünster) és szalagfonatos ambók. Az egyetemes művészet különleges emléke a bázeli antependium (1002-1009 k., ma Clunyben őrzik). A 12-13. századokból ötvösművészeti remekek maradtak fenn, Bázelben ugyanekkor gobelinműhely is működött. A reneszánsz és barokk korban az egyházi tárgyak (miseruhák, templomi ötvöstárgyak) mellett a polgárság számára készített tárgyak is ismeretesek; nagy mennyiségben maradtak fenn például gazdagon díszített faragott bútorok, faintarziák, stukkódíszes mennyezetek. A 18-19. század világhírű iparművészeti termékei a svájci órák (főként neuchateli és genfi műhelyekből). A 19. századtól a svájci iparművészet az európai divatokat követi.

## Magyar vonatkozások
Svájc közelmúltbeli művészeti életében meghatározó szerepet vitt László Károly műgyűjtő és műkereskedő, továbbá a Galerie von Bartha, akik a XX. századi magyar művészet svájci megismertetésében és népszerűsítésében is részt vállaltak.

### Szakirodalom
- C. Brun: Schweizerisches Künslerlexikon I-IV, Fraunfeld, 1905
- Die Kunstdenkmäler der Schweiz, 1-48. köt., Bázel, 1927-63
- F. Fosca: Histoire de la peinture suisse, Genéve, 1945
- P. Ganz: Geschichte der Kunst in der Schweiz von den Anfängen bis zur Mitte der 17. Jahrhunderts, Basle, 1960